# Brahesminde
Brahesminde var ett grevskap på Fyn, i det tidigare Svendborg amt. Det upprättades 1798 av greve Preben Bille-Brahe och innefattade godsen Hvedholm, Damsbo, Stensgård och Østrupgård samt öarna Drejø och Avernakø. Grevskapet blev upplöst genom lensafløsningen 1919. Detta ledde till att slotten vid Hvedholm och Østrupgård 1928 övertogs av staten, medan lantbruken skildes därifrån. Båda har senare avyttrats.